# Mário Hipólito
Mário Hipólito Damião (Luanda, 1º giugno 1985) è un calciatore angolano, portiere del Kabuscorp.

## Carriera
Nel 2006 è stato inserito nella lista dei 23 angolani dal CT angolano Luís de Oliveira Gonçalves per rappresentare il proprio paese ai Mondiali in Germania come terzo portiere, senza mai scendere in campo.